# San Ignacio de Loyola, Jilotepec
San Ignacio de Loyola, eller bara San Ignacio, är en ort i Mexiko, tillhörande kommunen Jilotepec i den västra delen av delstaten Mexiko. Orten hade 118 invånare vid folkräkningen 2010.